# MIL論理記号

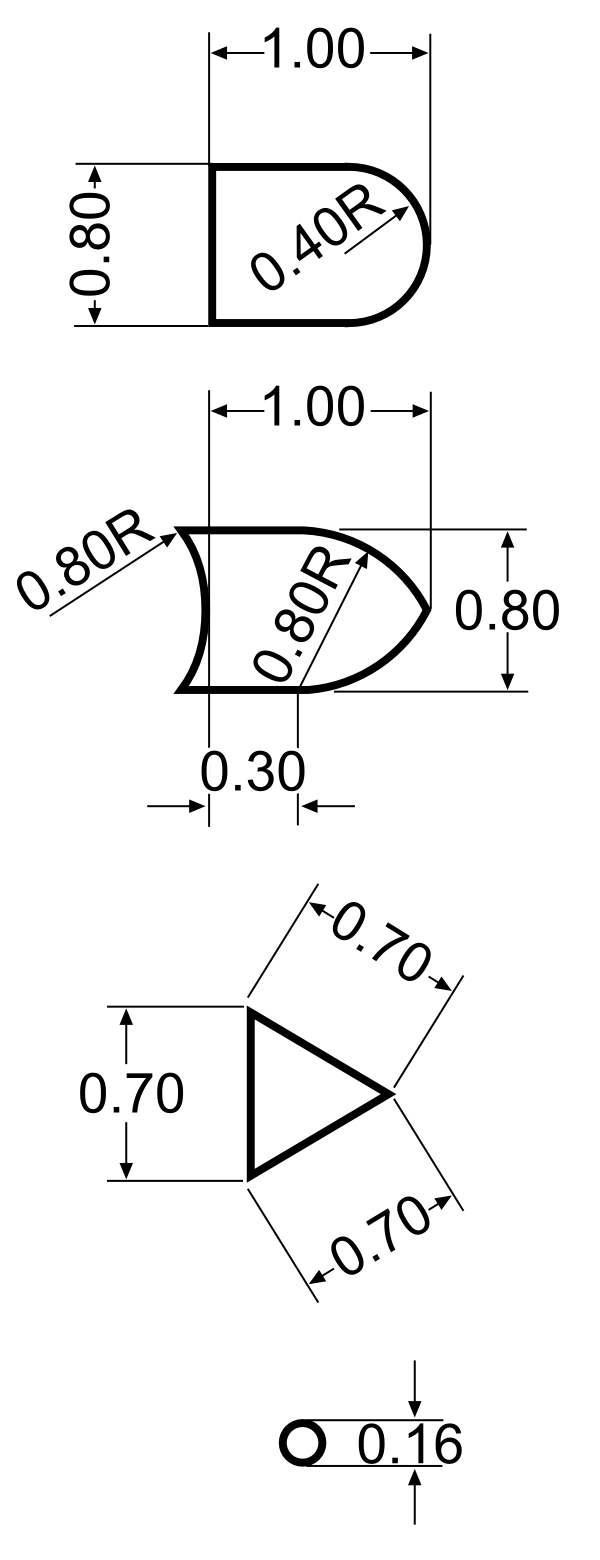
上から「AND」、「OR」、「増幅器」、「反転」。ただしこの図において、ANDとORについては矢印に付した数字よりも長手方向が不自然に長くなっているので注意

MIL論理記号 (ミル ろんりきごう, MIL logic symbols) とは、MIL規格のMIL-STD-806が規定していた、論理回路やデジタル回路の回路図に使用する図記号であり、たとえば汎用ロジックICのデータシートの機能説明などをはじめとした図で使われている。AND、OR、増幅器、反転、排他的論理和が代表的な記号である。

## 概要
当初の「AND」、「OR」、(増幅器と反転の組み合わせによる) 「NOT」に加え、「Exclusive OR」 (XOR、排他的論理和) も含めて論理回路の表記に無くてはならないものとなっている。
IEC 117-15 1972（後には IEC 617）では、基本論理にも四角い箱と注記を使う記法が示されたため、それに対しての形で、また日本では他のMIL規格になじみが薄かったことなどもあり、この論理記号を指してMIL記号とよく言われ、あるいはMIL-STD-806を指して「MIL規格」のように言われた。現在でも言われている。英語圏でも、"MIL"とはしないが、military symbolと呼ぶことがある。MIL-STD-806自体は、1965年のMIL-STD-806CでAmerican Standard Y32.14-1962を参照するという規定のみになり、その後廃止されている。
この形状は、現在のANSI/IEEE Std 91でも "distinctive shape" として示されている。IEC 617の後継のIEC 60617も規格本体はこれを含まず、JISがIEC 60617に追随する形で変更されたなどのことも起きているが、この記号は依然として使用され続けている。

## 記号
左がMIL記号である。
- AND

|               |          |          |
| MIL/ANSI 記号 | IEC 記号 | DIN 記号 |

- OR

|               |          |          |
| MIL/ANSI 記号 | IEC 記号 | DIN 記号 |

- NOT

|           |          |          |
| ANSI 記号 | IEC 記号 | DIN 記号 |

- XOR

|               |          |             |             |
| MIL/ANSI 記号 | IEC 記号 | DIN 記号(1) | DIN 記号(2) |

- NAND

|               |          |          |
| MIL/ANSI 記号 | IEC 記号 | DIN 記号 |

- NOR

|               |          |          |
| MIL/ANSI 記号 | IEC 記号 | DIN 記号 |

## 注
1. ↑  MIL-STD-806Aでは inversion としているが、806Bでは state indicator という用語を使っている。訳して「状態表示記号」としていることもあるが、負論理であることを表示するものであり適訳ではない。
2. ↑  MIL-STD-806Aには排他的論理和がない
3. ↑  現代ではほとんど使われないが、規格では他にも規定している